# Komplex-hyperbolische ideale Dreiecksgruppe
Komplexe ideale Dreiecksgruppen sind Spiegelungsgruppen zu den idealen Dreiecken der komplex-hyperbolischen Geometrie. Die von Richard Evan Schwartz bewiesene Goldman-Parker-Vermutung beschreibt die diskreten komplex-hyperbolischen Dreiecksgruppen.

## Definition
Der ideale Rand der komplex-hyperbolischen Ebene {\displaystyle \mathbb {C} \mathbb {H} ^{2}} ist die 3-dimensionale Einheitssphäre {\displaystyle S^{3}=\left\{(z,w)\in \mathbb {C} ^{2}:\|z\|^{2}+\|w\|^{2}=1\right\}}. Ein ideales Dreieck ist ein {\displaystyle \mathbb {C} }-Dreieck mit Ecken im idealen Rand. Eine komplexe ideale Dreiecksgruppe ist die von den {\displaystyle \mathbb {C} }-Spiegelungen an den Seiten eines idealen Dreiecks erzeugte Gruppe. Die Produkte zweier Erzeuger sind dabei jeweils parabolische Isometrien.

## Parametrisierung der komplexen idealen Dreiecksgruppen
Die zu isometrischen idealen Dreiecken gehörenden Spiegelungsgruppen sind konjugiert in {\displaystyle Isom(\mathbb {C} \mathbb {H} ^{2})=PU(2,1)}. Jedes ideale Dreieck lässt sich durch eine geeignete Isometrie {\displaystyle g\in PU(2,1)} auf ein Dreieck der Form 
{\displaystyle (\beta ,{\overline {\beta }}),(\beta ,\beta ),({\overline {\beta }},{\overline {\beta }})}
bringen, wobei 
{\displaystyle \beta ={\frac {1}{\sqrt {2}}}{\frac {s+i}{\sqrt {1+s^{2}}}}}
für ein {\displaystyle s\in \left[0,\infty \right)} ist. (Wegen {\displaystyle \|\beta \|={\frac {1}{\sqrt {2}}}} liegen die drei Punkte auf {\displaystyle S^{3}}.) Die idealen Dreiecke und dementsprechend auch die idealen Dreiecksgruppen werden also durch die nichtnegative reelle Zahl {\displaystyle s} parametrisiert. 

## Goldman-Parker-Vermutung
Die von Richard Schwartz bewiesene Goldman-Parker-Vermutung besagt, dass eine ideale Dreiecksgruppe genau dann eine diskrete Untergruppe der Isometriegruppe {\displaystyle PU(2,1)} ist, wenn für den oben beschriebenen Parameter die Ungleichung
{\displaystyle s\leq {\sqrt {\frac {125}{3}}}}
gilt.